# CRうる星やつら
CRうる星やつら（シーアールうるせいやつら）は、奥村遊機から発売されたパチンコ機。高橋留美子の漫画『うる星やつら』とのタイアップ機である。
本記事では、一連の『CRうる星やつら』シリーズについて記述する。

## CRうる星やつら
2001年発売。1スペックのみのリリース。
- 大当たり確率：（通常時）1/317.6 → （確変中）1/63.5
- 確変突入率：50%（10000回転限定）
- 賞球数：5&15
- ラウンド・カウント数：15ラウンド・10カウント

## CRうる星やつら2
2005年発売。奥村遊機の新内規対応機種第一弾ということもあり、多種多様のスペックがリリースされた。
スイングライト役物（LEDのついた棒が左右にスイングし、残像を利用して文字を表示する）が特徴。
はじめてオリジナル曲「すきなのに」が使用された。「好きなのに」と表記される事が多いが、メーカー公式サイトでは「すきなのに」の表記。歌手名や作曲者等は非公表。
| 型式 | 大当たり確率   | 確変突入率 | 賞球数 | ラウンド数            | 時短                    |
| ---- | -------------- | ---------- | ------ | --------------------- | ----------------------- |
| PS50 | 1/499.0→1/49.9 | 75.0%      | 3&4&15 | 15ラウンド・9カウント | 通常大当たり終了後100回 |
| PSF  | 1/457.0→1/45.7 | 66.6%      | 3&4&15 | 15ラウンド・9カウント | 通常大当たり終了後100回 |
| FCZ  | 1/331.0→1/33.1 | 50%        | 3&4&15 | 15ラウンド・9カウント | 通常大当たり終了後100回 |
| PS   | 1/331.0→1/33.1 | 87.5%      | 3&4&15 | 5ラウンド・9カウント  | なし                    |
| HC   | 1/293.0→1/29.3 | 50%        | 3&4&15 | 15ラウンド・9カウント | 確変大当たり終了後100回 |

## CRうる星やつら3
2007年発売。シリーズ初の甘デジスペックが入っている。
液晶上部の可動タイトル役物が特徴。
オリジナル曲は「ココロレーダー」と「GoodLuck GoodDay」。歌手は榎本温子。両曲を収録したマキシシングル（ユーキャン　規格品番：FRCA-1179 ）が2007年6月6日に発売された。「CRうる星やつら2」のオリジナル曲「すきなのに」も使用されている。
| 型式 | 大当たり確率    | 確変突入率        | 賞球数  | ラウンド数                | 時短                                       | 大当たり振り分け   |
| ---- | --------------- | ----------------- | ------- | ------------------------- | ------------------------------------------ | ------------------ |
| V    | 1/359.5→1/35.95 | 64%               | 3&10&14 | 15ラウンド・9カウント     | 通常大当たり終了後100回                    | 2R確変 12%         |
| Y    | 1/315.5→1/31.55 | 58%               | 3&10&14 | 15ラウンド・9カウント     | 通常大当たり終了後100回                    | 2R確変 13%         |
| X    | 1/134.5→1/13.45 | 80%（6回転限定）  | 4&10&14 | 4 or 8ラウンド・9カウント | 8R大当たり終了後56回 4R大当たり終了後100回 | 8R - 80%、4R - 20% |
| ST   | 1/87.7→1/8.77   | 100%（5回転限定） | 3&10&11 | 6ラウンド・8カウント      | 全大当たり終了後50回                       |                    |

## CRうる星やつら Forever Love
2011年3月発売。シリーズ第4弾で本来なら「CRうる星やつら4」となる所だが、パチンコ業界で4は忌み番であるため上記機種名となった。
全スペックが回数切り確変搭載の変則バトルタイプ。大当たり中は右打ち消化。
オリジナル曲は「Cosmic Love Story」、「Forever Love」、「お願いダーリン」の3曲。作曲者や歌手名等は非公表だが、関係者が自らのブログやツイッターで公表したものはある。「Cosmic Love Story」の作曲者は佐々木良（作詞も担当）。歌手はStefanie（小貫早智子）。「お願いダーリン」の歌手はフルカワモモコ。CRうる星やつら2のオリジナル曲「すきなのに」、CRうる星やつら3のオリジナル曲「ココロレーダー」と「GoodLuck GoodDay」も使用されている。
| 型式 | 大当たり確率   | 確変突入率         | 賞球数 | ラウンド数            | 時短 | 大当たり振り分け           |
| ---- | -------------- | ------------------ | ------ | --------------------- | ---- | -------------------------- |
| V    | 1/319.7→1/42.4 | 100%（73回転限定） | 3&10   | 15ラウンド・8カウント | なし | ヘソ当たりの潜伏確変 25.9% |
| J    | 1/139.4→1/51.6 | 100%（52回転限定） | 3&14   | 8ラウンド・9カウント  | なし | ヘソ当たりの潜伏確変 31%   |
| W    | 1/89.9→1/36.7  | 100%（45回転限定） | 3&10   | 8ラウンド・8カウント  | なし | ヘソ当たりの潜伏確変 31%   |

## CRうる星やつら 電撃LOVE ATTACK
2014年5月発売。本機では新枠「クリスタルエッジ」を使用。
なお、本機発売後の2015年4月に奥村遊機が自己破産したため、本機が『CRうる星やつら』シリーズ最後の機種となった。
| 型式 | 大当たり確率   | 確変突入率          | 賞球数  | ラウンド数                   | 時短 | 大当たり振り分け         |
| ---- | -------------- | ------------------- | ------- | ---------------------------- | ---- | ------------------------ |
| H3   | 1/381.0→1/71.5 | 100%（105回転限定） | 3&10&14 | 4or8or16ラウンド・9カウント  | なし | ヘソ当たりの潜伏確変 11% |
| X1   | 1/247.3→1/87.5 | 100%（105回転限定） | 3&10&15 | 4or8or16ラウンド・10カウント | なし | ヘソ当たりの潜伏確変 20% |
| W1   | 1/99.9→1/50.6  | 100%（55回転限定）  | 3&10    | 4or8or16ラウンド・8カウント  | なし | ヘソ当たりの潜伏確変 22% |